# Fasciculipora bellis
Fasciculipora bellis är en mossdjursart som beskrevs av William MacGillivray 1884. Fasciculipora bellis ingår i släktet Fasciculipora och familjen Frondiporidae. Inga underarter finns listade i Catalogue of Life.